# Bộ Quốc phòng (Ả Rập Xê Út)

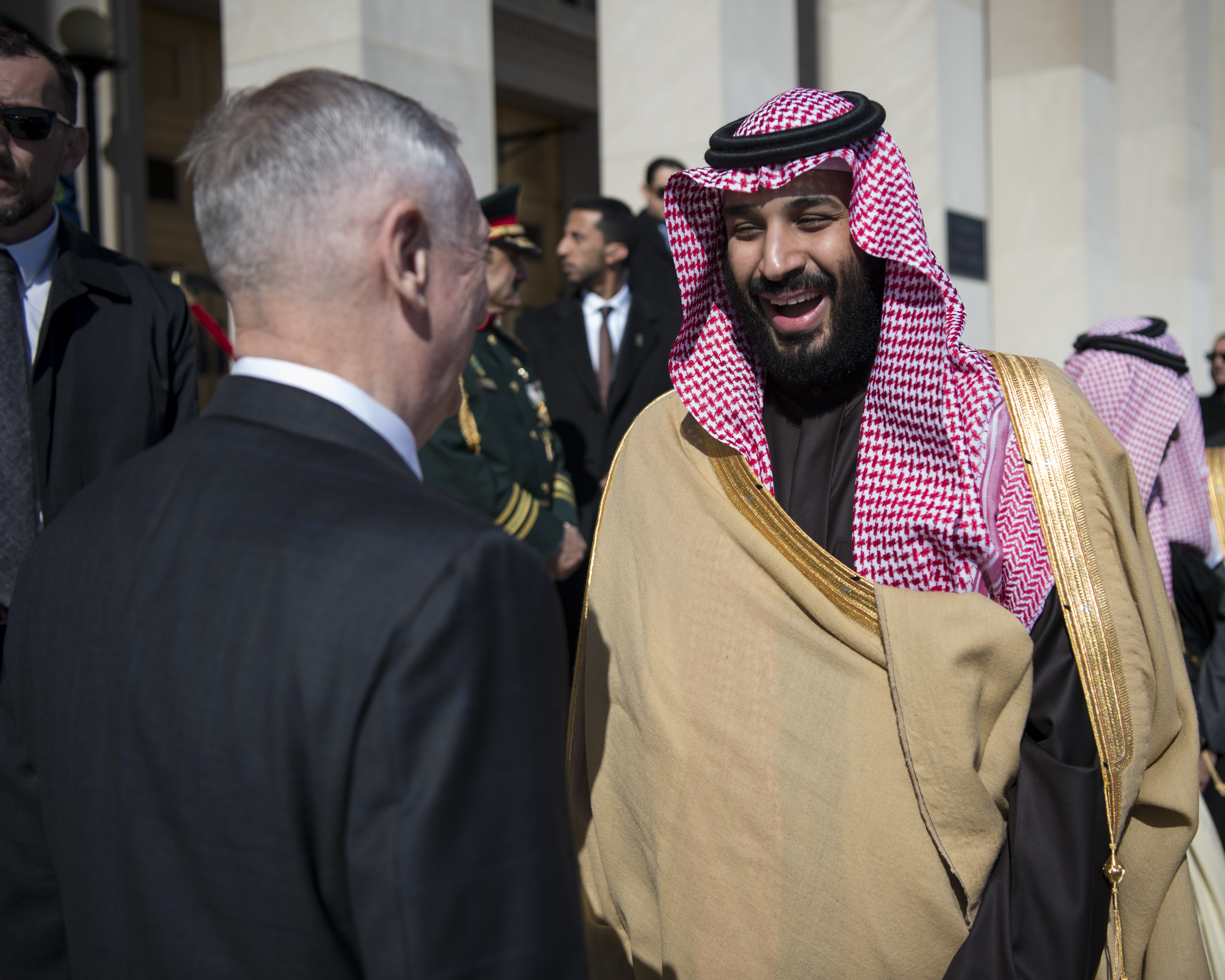
Thái tử Mohammad bin Salman, trong chức vụ chính thức là Phó Thủ tướng thứ nhất kiêm Bộ trưởng Quốc phòng, với Bộ trưởng Quốc phòng Hoa Kỳ James Mattis năm 2018.

Bộ Quốc phòng Ả Rập Xê Út (tiếng Ả Rập: وزارة الدفاع) là một bộ ở của chính phủ Ả Rập Xê Út. Bộ Quốc phòng có nhiệm vụ phối hợp và giám sát an ninh quốc gia và Quân đội Ả Rập Xê Út.

## Lịch sử
Bộ trước đây được biết đến với tên gọi là Bộ Quốc phòng và Hàng không (tiếng Ả Rập: وزارة الدفاع والطيران), được thành lập vào ngày 10 tháng 11 năm 1943. Tên đổi thành Bộ Quốc phòng sau cái chết của Thái tử Sultan bin Abdul-Aziz Al Saud ngày 22 tháng 10 năm 2011, khi cựu Thống đốc Riyadh Hoàng tử Salman bin Abdulazi được bổ nhiệm vào chức vụ này. Hoàng tử Salman trở thành Vua Ả Rập Xê Út vào ngày 23 tháng 1 năm 2015 và Hoàng tử Mohammad bin Salman được bổ nhiệm làm Bộ trưởng Quốc phòng.

## Danh sách Bộ trưởng
- Abdullah bin Sulaiman Al Hamdan (24 tháng 9 năm 1934 – 10 tháng 11 năm 1943) (Người đứng đầu của tổ chức tiền thân - Cơ quan Quốc phòng)
- Mansour bin Abdulaziz Al Saud (10 tháng 11 năm 1943 – 2 tháng 5 năm 1951)
- Mishaal bin Abdulaziz Al Saud (ngày 12 tháng 5 năm 1951 – 1953)
- Fahad bin Saud bin Abdulaziz Al Saud (1957 – 1960)
- Muhammed bin Saud Al Saud (1960 – 22 tháng 10 năm 1963)
- Sultan bin Abdul-Aziz Al Saud (22 tháng 10 năm 1963 – 22 tháng 10 năm 2011)
- Salman bin Abdulaziz Al Saud (5 tháng 11 năm 2011 – 23 tháng 1 năm 2015)
- Mohammad bin Salman (23 tháng 1 năm 2015 – nay)